# Sean Elliott
Sean Michael Elliott, nascut el 2 de febrer de 1968 a Tucson, Arizona, és un exjugador de bàsquet nord-americà que va jugar 12 temporades a l'NBA, 11 de les quals als San Antonio Spurs, equip on guanyà el primer campionat de l'NBA el 1999. Mesurava 2,03 metres d'alçada i jugava a la posició d'aler.

## Trajectòria esportiva

### Universitat
Elliott va jugar al bàsquet a l'Institu Cholla de Tucson i posteriorment quatre temporades amb els Wildcats de la Universitat d'Arizona sota la tutela de Lute Olson, en les quals va fer una mitjana de 19,2 punts i 6,1 rebots per partit a més va guanyar el Premi John R. Wooden, el Trofeu Adolph Rupp i el de Jugador de l'Any de la NABC després d'una excepcional temporada de sènior.

### NBA
Va ser seleccionat en la tercera posició del Draft de 1989 pels Sant Antonio Spurs, passant en aquest equip la major part de la seva carrera esportiva, amb l'excepció de la temporada 1993-94 que la va disputar als Detroit Pistons. Elliott va ser una peça clau en el títol dels Spurs de l'any 1999, anotant una cistella de tres punts en el segon partit de les Finals de Conferència davant Portland Trail Blazers que va valer la victòria. Aquesta jugada va ser nomenada com "Memorial Day Miracle".
Poc després del campionat, Elliott va anunciar que havia jugat tot i tenir una malaltia de ronyó i que necessitava un trasplantament. Va ser operat el dia 16 d'agost d'aquest any, rebent un ronyó del seu germà Noel. El 13 de març de 2000, es va convertir en el primer jugador en torna a les pistes després d'un trasplantament de ronyó, en un partit que els enfrontava a Atlanta Hawks. El 2001 va oficialitzar la seva retirada.
El millor partit en la carrera d'Elliott es va produir el 18 de desembre de 1992 davant Dallas Mavericks anotant 41 punts. Va finalitzar la seva carrera professional amb una mitjana de 14,2 punts per partit, 4,3 rebots i 2,6 assistències. Elliott és el jugador que més tirs de camp ha anotat en la història dels Spurs (563) i ha intentat (1.485). També és l'únic jugador en la història de la franquícia en estar en els deu primers llocs en sis diferents categories estadístiques: partits jugats (tercer, 669), punts (quart, 9.659), rebots (sisè, 2.941), assistències (setè, 1.700), robatoris (vuitè, 522) i taps (novè, 257).

## Retirada
Elliott va ser analista de The NBA on NBC i, durant la temporada 2003-2004, d'ABC Sports i ESPN.
El 6 de març de 2005 els San Antonio Spurs vam retirar la samarreta amb el seu dorsal # 32. També ha retirat el seu número la Universitat d'Arizona.

## Estadístiques

### Temporada regular
| Año     | Equipo      | PJ  | PT  | MPP  | %TC  | %3P  | %TL  | RPP | APP | ROB | TPP | PPP  |
| ------- | ----------- | --- | --- | ---- | ---- | ---- | ---- | --- | --- | --- | --- | ---- |
| 1989-90 | San Antonio | 81  | 69  | 25.1 | .481 | .111 | .866 | 3.7 | 1.9 | 0.6 | 0.2 | 10.0 |
| 1990-91 | San Antonio | 82  | 82  | 37.1 | .490 | .313 | .808 | 5.6 | 2.9 | 0.8 | 0.4 | 15.9 |
| 1991-92 | San Antonio | 82  | 82  | 38.0 | .494 | .305 | .861 | 5.4 | 2.6 | 1.0 | 0.4 | 16.3 |
| 1992-93 | San Antonio | 70  | 70  | 37.2 | .491 | .356 | .798 | 4.6 | 3.8 | 1.0 | 0.4 | 17.2 |
| 1993-94 | Detroit     | 73  | 73  | 33.0 | .455 | .299 | .803 | 3.6 | 2.7 | 0.7 | 0.4 | 12.1 |
| 1994-95 | San Antonio | 81  | 81  | 35.3 | .468 | .408 | .807 | 3.5 | 2.5 | 1.0 | 0.5 | 18.1 |
| 1995-96 | San Antonio | 77  | 77  | 37.7 | .466 | .411 | .771 | 5.1 | 2.7 | 0.9 | 0.4 | 20.0 |
| 1996-97 | San Antonio | 39  | 39  | 35.7 | .422 | .333 | .755 | 4.9 | 3.2 | 0.6 | 0.6 | 14.9 |
| 1997-98 | San Antonio | 36  | 36  | 28.1 | .403 | .378 | .718 | 3.4 | 1.7 | 0.7 | 0.4 | 9.3  |
| 1998-99 | San Antonio | 50  | 50  | 30.2 | .410 | .328 | .757 | 4.3 | 2.3 | 0.5 | 0.3 | 11.2 |
| 1999-00 | San Antonio | 19  | 19  | 20.6 | .358 | .351 | .781 | 2.5 | 1.5 | 0.6 | 0.1 | 6.0  |
| 2000-01 | San Antonio | 52  | 34  | 23.6 | .434 | .426 | .714 | 3.3 | 1.6 | 0.4 | 0.5 | 7.9  |
| Total   |             | 742 | 712 | 33.0 | .465 | .375 | .800 | 4.3 | 2.6 | 0.8 | 0.4 | 14.2 |

### Playoff
| Año     | Equipo      | PJ | PT | MPP  | %TC  | %3P  | %TL   | RPP | APP | ROB | TPP | PPP  |
| ------- | ----------- | -- | -- | ---- | ---- | ---- | ----- | --- | --- | --- | --- | ---- |
| 1989-90 | San Antonio | 10 | …  | 29.1 | .552 | .000 | .724  | 4.1 | 1.8 | 0.9 | 0.6 | 12.7 |
| 1990-91 | San Antonio | 4  | …  | 33.0 | .425 | .000 | .781  | 5.5 | 4.0 | 1.0 | 0.3 | 14.8 |
| 1991-92 | San Antonio | 3  | …  | 45.7 | .475 | .625 | .889  | 4.3 | 2.7 | 1.0 | 1.3 | 19.7 |
| 1992-93 | San Antonio | 10 | …  | 38.1 | .472 | .214 | .925  | 4.8 | 3.6 | 0.8 | 0.3 | 15.8 |
| 1994-95 | San Antonio | 15 | …  | 38.3 | .435 | .364 | .776  | 4.8 | 2.7 | 0.7 | 0.5 | 17.3 |
| 1995-96 | San Antonio | 10 | …  | 38.9 | .402 | .294 | .797  | 3.9 | 2.5 | 1.1 | 0.4 | 15.5 |
| 1998-99 | San Antonio | 17 | …  | 33.8 | .444 | .400 | .763  | 3.4 | 2.6 | 0.5 | 0.2 | 11.9 |
| 1999-00 | San Antonio | 4  | …  | 29.8 | .375 | .385 | .625  | 5.5 | 1.3 | 0.0 | 0.5 | 10.0 |
| 2000-01 | San Antonio | 12 | …  | 19.9 | .373 | .364 | 1.000 | 2.2 | 1.2 | 0.4 | 0.5 | 4.8  |
| Total   |             | 85 | …  | 33.4 | .445 | .356 | .801  | 4.0 | 2.4 | 0.7 | 0.4 | 13.2 |